# Hiroshi Nakano
Hiroshi Nakano (Saga, 23 oktober 1983) is een Japans voetballer.

## Carrière
Hiroshi Nakano speelde tussen 2006 en 2010 voor Albirex Niigata. Hij tekende in 2011 bij Yokohama FC.